# Sarah Blaßkiewitz
Sarah Blaßkiewitz (* 6. Februar 1986 in Leipzig) ist eine deutsche Regisseurin, Drehbuchautorin und ehemalige Schauspielerin.

## Leben
Sarah Blaßkiewitz wuchs in Potsdam auf und lebt heute in Berlin.
Erste Bekanntheit erlangte sie durch die Rolle der Josephine Langmann in der Kinder- und Jugendserie Schloss Einstein. Von 2006 bis 2011 studierte Blaßkiewitz Audiovisuelle Medien an der Beuth Hochschule in Berlin und arbeitete parallel in verschiedenen Bereichen der Filmproduktion.
Nach dem Studium führte sie Regie in mehreren Kurzfilmen und besuchte von 2016 bis 2017 die Akademie der Künste in Wien. 2021 erschien ihr erster Langfilm Ivie wie Ivie, der sich mit strukturellem Rassismus, Identitätsfindung und Selbstbestimmung auseinandersetzt. Für die 2023 auf Disney+ erschienene Serie Sam – Ein Sachse, in der die Lebensgeschichte von Samuel Meffire erzählt wird, führte sie bei drei der sieben Episoden Regie.

## Filmografie (Auswahl)

### Vor der Kamera
- 2000–2005: Schloss Einstein
- 2007: Der Mond und andere Liebhaber

### Hinter der Kamera
- 2008: Zoes Solo (Regie und Drehbuch)
- 2011: Auf dem Weg nach oben (Regie, Drehbuch und Produzentin)
- 2013: Verbrannt (Regie, Drehbuch und Schnitt)
- 2015: Blank (Regie, Drehbuch, Kamera und Produzentin)
- 2016: Schwarz Rot Gold (Regie, Drehbuch und Kamera)
- 2017: Und ihr Vater? (Regie und Drehbuch)
- 2018: Supercrew (Regie und Drehbuch)
- 2020–2021: Druck (Regie)
- 2021: Ivie wie Ivie (Regie und Drehbuch)
- 2023: Sam – Ein Sachse (Regie, drei Episoden)